# Бор (Сербия)

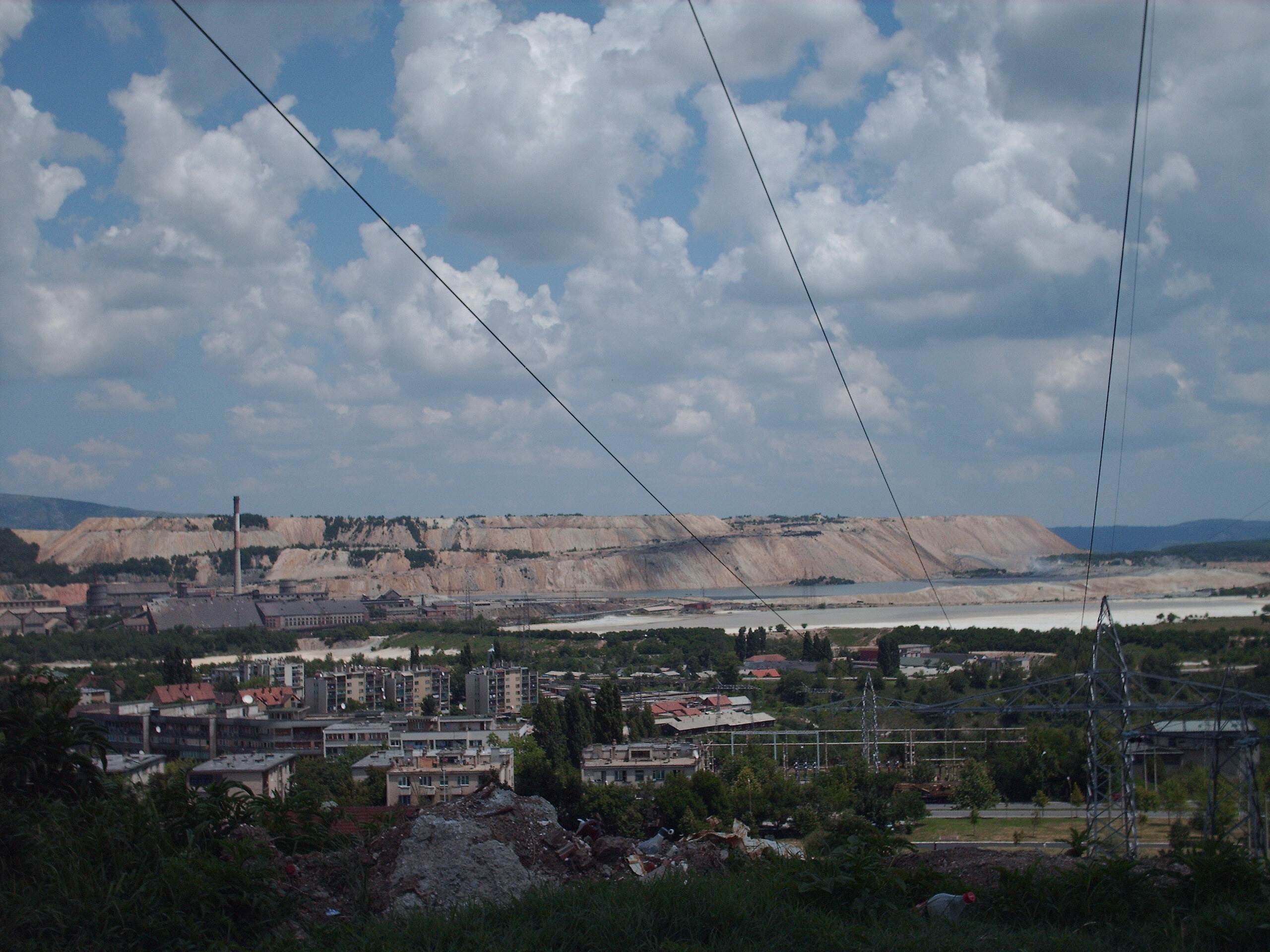
Панорама Бора

Бор (серб. Бор / Bor) — город в восточной Сербии. Административный центр Борского округа.
Население города составляет 39 387 человек.

## История
Город был основан в 1945 году, однако поселение на его месте существовало с начала XIX века. Статус населённого пункта городского типа получен в 1947 году. 20 июня 2018 года получил статус города.
Название от сербохорв. bor / бор — «сосна».

## География
Бор находится в географическом регионе Тимочка Краина (серб. Тимочка Крајина, рус. Граница Тимоч, Тимокская Краина). Он окружён многими красивыми местами, такими, как Баньско Поле, город-курорт Брестовачка Баня, озеро Борско, гора Стол и многими другими. Недалеко от Бора находится также другое красивое селение — деревня Брестовач.

## Демография
| Год  | Жителей |
| ---- | ------- |
| 1948 | 11103   |
| 1953 | 14533   |
| 1961 | 18816   |
| 1971 | 29418   |
| 1981 | 35591   |
| 1991 | 40668   |
| 2002 | 39387   |
| 2011 | 34160   |

## Города-побратимы
- Черногория, Бар
- Украина, Хмельницкий
- Болгария, Враца
- Замбия, Китве

## Экономика
Город Бор является центром меднорудной и медеплавильной промышленности Сербии. Рудник Бор — один из крупнейших медных рудников в Европе.